# Spökpiloten från Kiev

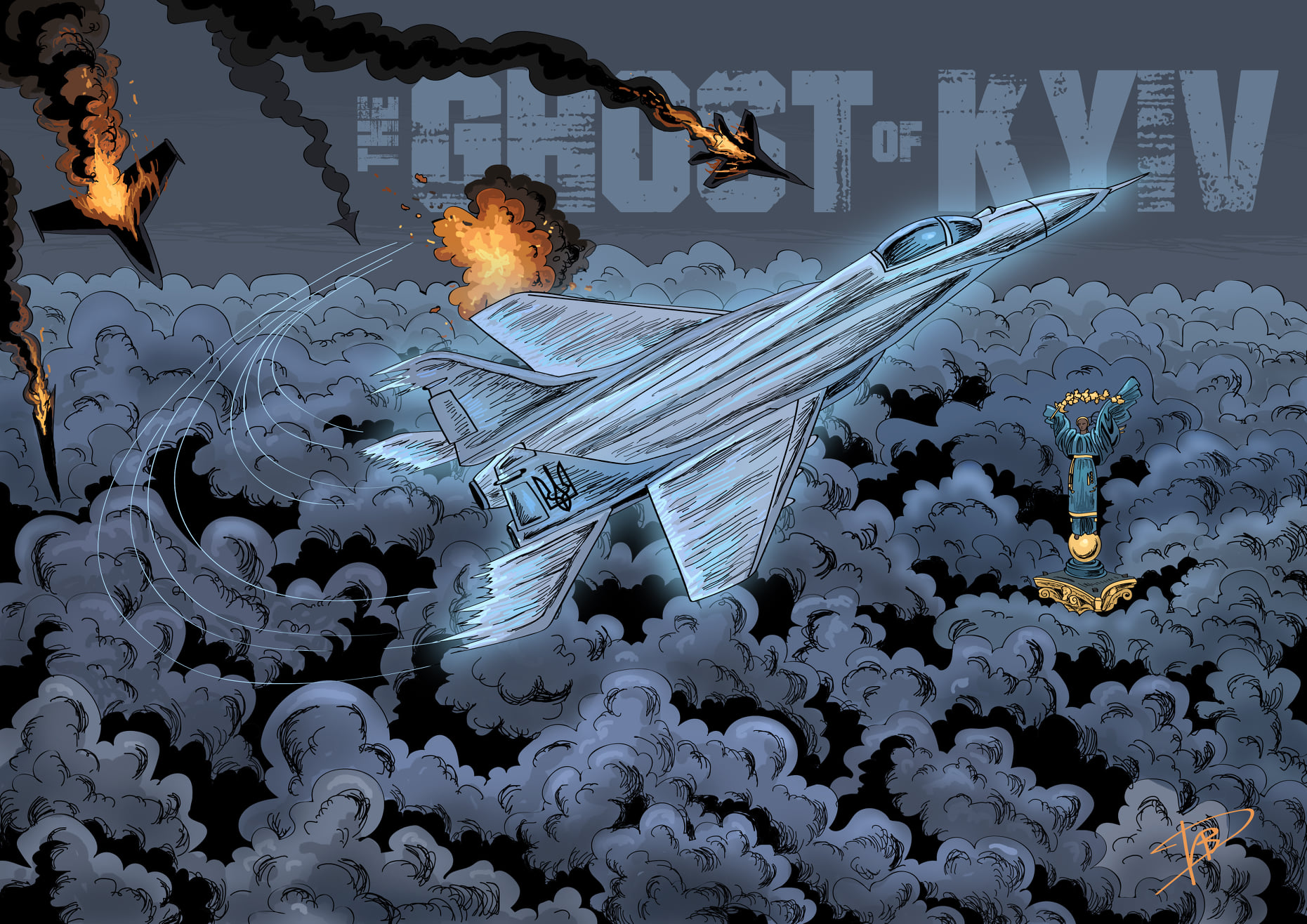
Konst som avbildar spökpiloten från Kiev flygande sin MiG-29.

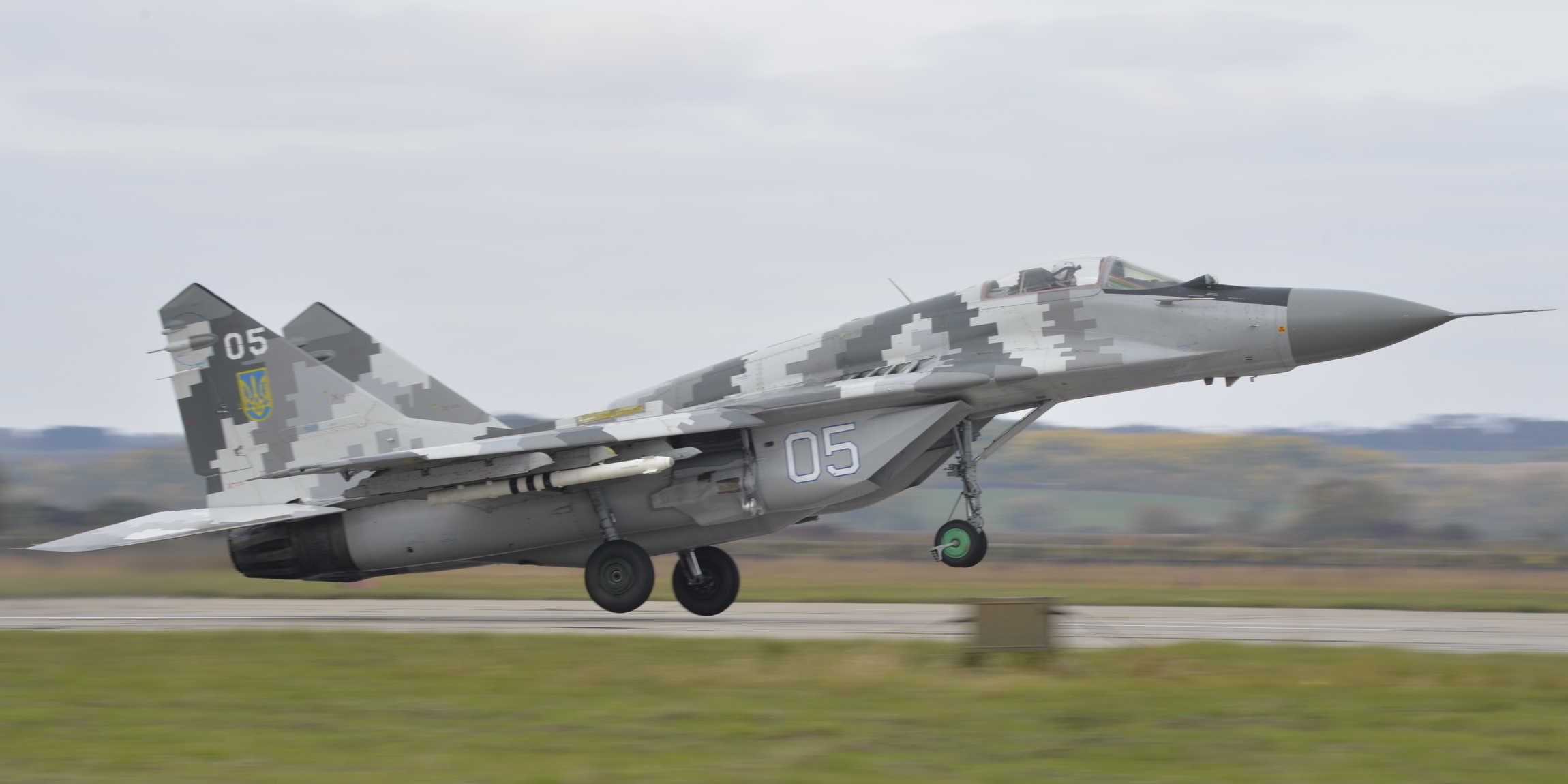
Ukrainsk Mikojan-Gurevitj MiG-29. Spökpiloten från Kiev sägs vara en MiG-29-stridspilot i Ukrainas flygvapen.

Spökpiloten från Kiev, även Kievs spöke/Kievs vålnad (ukrainska: Привид Києва; Pryvyd Kyieva, engelska: The ghost of Kyiv) och liknande är smeknamn som givits till en myt om en ukrainsk stridspilot som under Rysslands invasion av Ukraina 2022 blev ett mångfaldigt flygaräss i luftstrid mot Rysslands flygvapen. Myten var under lång tid omtvistad på grund av desinformationskrigföring från både rysk och ukrainsk sida men den 2 maj 2022 bekräftade det ukrainska flygvapnet att myten är en skröna och uppmanade även det ukrainska folket att inte sprida falsk information.
Myten var en mycket populär nationalsymbol och moralhöjare för ukrainare under krigets tidiga skede.

## Historia
Redan under krigets första dagar började det cirkulera uppgifter på bland annat Twitter om en ukrainsk hjältepilot som flygande en Mikojan-Gurevitj MiG-29 i ukrainska flygvapnet ska ha skjutit ner sex ryska flygplan på egen hand när han försvarade Ukrainas huvudstad Kiev under den ryska offensiven mot staden den 24 februari 2022. Enligt Ukrainas säkerhetstjänst skulle han ha skjutit ner tio ryska stridsplan den 27 februari. Ukrainska parlamentsledamoten Inna Sovsun(en) uttalade sig vid ett tillfälle att det fanns en pilot, bland annat kallad ”Kievs vålnad”, som skjutit ned över 30 ryska flygplan.
Myten kunde under lång tid varken bekräftas sann eller falsk på grund av den desinformationskrigföring som förts under kriget och det ukrainska flygvapnets mörklagda krigföring. Flera officiella ukrainska källor påstod att myten var sann men då det ligger i deras intresse att sprida desinformation som kan användas som moralhöjare mot Ryssland ansågs dessa inte trovärdiga. Under samma period gick även flera myter om att spökpiloten från Kiev blivit nedskjuten men även detta gick bevislöst. Trots detta blev myten en mycket populär nationalsymbol och moralhöjare för ukrainare under krigets tidiga skede.
Den 2 maj 2022 bekräftade det Ukrainska flygvapnet att myten var en skröna.